# Phare du Grand Jardin
Le phare du Grand Jardin est un phare maritime situé en Ille-et-Vilaine en France. Il se trouve dans la passe de Saint-Malo au large de l'estuaire de la Rance sur la Manche. Il est classé monument historique depuis 2012.

## Historique

### Construction
Sur la Pierre du Jardin, au sud-ouest de l'île de Cézembre, la construction du phare du Grand Jardin a débuté en 1865.
Sa forme, directement inspirée du troisième phare d'Eddystone, est constituée d'une base évasée à profil concave. Sur une période de vingt ans, cinq autres phares presque identiques ont été construits : les Baleineaux (1854), les Barges (1861), la Banche (1864), la Pierre-de-Herpin (1882) et le Grand-Charpentier (1887).
Le premier allumage du phare eut lieu le 15 avril 1868 avec un feu à huile varié par des éclats rouges et verts toutes les 20 secondes.

### Le naufrage duHilda
Le 18 novembre 1905, par une visibilité nulle due à la neige et au vent, le vapeur Hilda en provenance de Southampton et à destination de Saint-Malo talonne dans la soirée sur les rochers des Courtils à quelques centaines de mètres du phare. Les gardiens, pourtant très proches, ne voient et n'entendent rien : ni les feux de détresse, ni les sifflets, ni même l'explosion des machines. Ils découvrent au petit matin, en même temps que le vapeur Ada, l'épave du Hilda et six rescapés agrippés dans la mâture. Les 125 autres occupants du navire sont morts.

### Reconstruction et modernisation
Le 8 août 1944, le phare du Grand Jardin est partiellement détruit lors des combats pour la libération de Saint-Malo comme la plupart des phares de la région. Après guerre, on songe à le remplacer par un grand phare d'atterrissage situé sur l'île de Cézembre, mais le projet est abandonné.
Il est reconstruit sur les plans du cabinet d'architectes malouins Henri Auffret et Joël Hardion, auxquels on doit aussi la reconstruction des phares du Rosédo, des Roches-Douvres et de Rochebonne. Il est rallumé en 1950.
En 1953, le sculpteur Francis Pellerin réalise un bas-relief représentant Neptune, de trois mètres de hauteur, qui est placé en hauteur sous la lanterne du phare.
Son électrification débute en 1979 par l'adjonction d'un aérogénérateur.
À partir de 1982, il est automatisé et devient non-gardienné.
Comme plusieurs autres phares, il est classé monument historique depuis le 3 octobre 2012,,.

## Rôle dans le balisage des abords de Saint-Malo

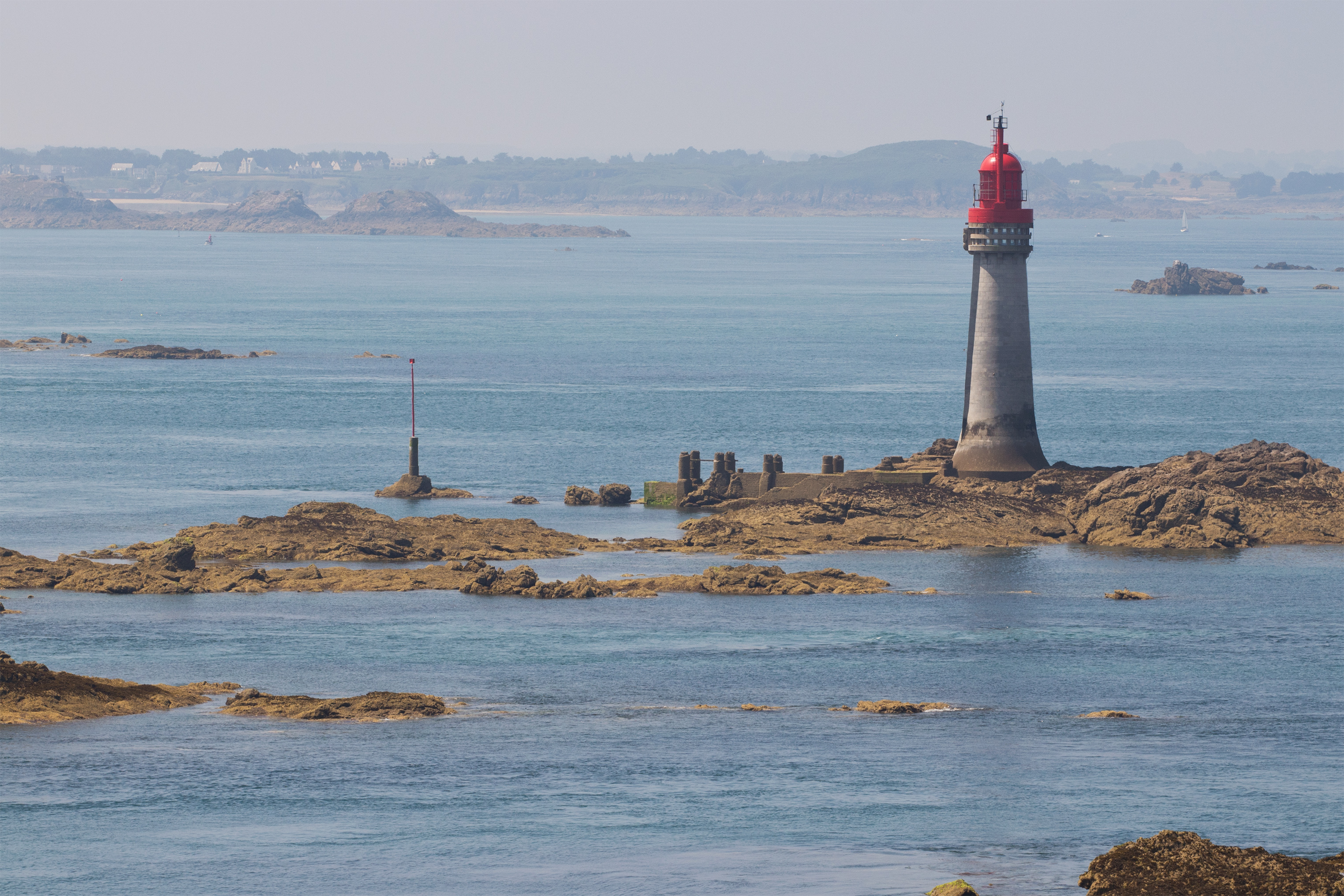
Le phare et ses abords.

Les abords de Saint-Malo sont parsemés de rochers ou de plateaux rocheux, qui, associés à un grand marnage rendent l'approche dangereuse. L'entrée vers le port de Saint-Malo ou la Rance se fait par des chenaux balisés ou matérialisés par des alignements. Le phare du Grand Jardin fait partie de ce balisage.
Avec le phare de Rochebonne, il constitue l'alignement du chenal de la Grande Porte (89°1) pour les navires venant de l'ouest. Pour les bateaux venant du nord-ouest, il est en alignement avec le phare de la Balue puis à son approche, ce dernier en superposition avec le phare des Bas-Sablons constituent l'alignement du chenal de la Petite Porte (129°7). De nuit, il montre un feu à deux éclats rouges toutes les dix secondes.

## Caractéristiques techniques
Le phare est éclairé par deux lampes à led de 15 W chacune. Ces lampes permettent au phare d'être visible jusqu'à 17 milles nautiques.